# Gabriel Frías-Sánchez Seco
Gabriel Frías-Sánchez Seco, más conocido como Gabi Frías, (nacido el 5 de agosto de 1983) es un futbolista español. Gabi Frías juega como defensa en el AD Cerro de Reyes. 

## Clubes
| Club                     | País   | Año       |
| ------------------------ | ------ | --------- |
| Juventud de Torremolinos | España | 2001-2002 |
| Málaga B                 | España | 2002-2003 |
| UD Melilla               | España | 2003-2004 |
| Écija Balompié           | España | 2005-2006 |
| AD Cerro de Reyes        | España | 2006-     |

- Datos: Q5873326